# Вілька Запалівська
Вілька Запалівська (Вілька Жапалівська; пол. Wólka Zapałowska) — село в Польщі, у гміні В'язівниця Ярославського повіту Підкарпатського воєводства.
Населення — 84 особи (2011), у тому числі 42 жінки та 45 чоловіків.

## Історія
1 квітня 1930 р. присілок Чотирибоки вилучено з сільської гміни Старе Село Любачівського повіту Львівського воєводства і включено до сільської гміни Вілька Жапалівська того ж повіту і воєводства.
15 червня 1934 р. село передане з Любачівського повіту до Ярославського.
На 1 січня 1939-го в селі з 500 жителів було 485 українців і 15 євреїв.
В 1944-46 роках 85 сімей (378 осіб) української громади було виселено до населених пунктів Тернопільської області УРСР. Загалом було покинуто близько 80 будинків..
У 1975—1998 роках село належало до Перемишльського воєводства.

## Демографія
Демографічна структура станом на 31 березня 2011 року:
|          | Загалом | Допрацездатний вік | Працездатний вік | Постпрацездатний вік |
| -------- | ------- | ------------------ | ---------------- | -------------------- |
| Чоловіки | 46      | 10                 | 31               | 5                    |
| Жінки    | 38      | 8                  | 21               | 9                    |
| Разом    | 84      | 18                 | 52               | 14                   |